# Wu Huei-li
Wu Huei-li (chiń. 呉慧莉; pinyin Wú Huìlì; ur. 3 października 1972) – tajwańska zapaśniczka w stylu wolnym. Pięciokrotna uczestniczka mistrzostw świata, srebro w 1992. Zdobył srebrny medal w 1997 i dwa brązowe medale na mistrzostwach Azji, w 1996 i 1999 roku.